# 2011 MD
L'asteroide 2011 MD, descobert el 22 de juny de 2011 pel Licoln Near Earth Asteroid Research Program (LINEAR), va passar a les 17 hores GMT (Greenwich Mean Time) del 27 de juny de 2011 a al voltant de 12 000 km de distància de la superfície terrestre, aproximadament 32 vegades més a prop que la Lluna. Les dimensions de l'asteroide s'estimen entre 10 i 30 metres. Segons una altra font podria estar entre 8 i 18 m.
Encara que inicialment sospitosos de ser escombraries espacials, les observacions posteriors van confirmar que l'objecte és un asteroide. Ja que l'objecte apareixerà prop del sol en el cel durant l'esdeveniment, l'observació només serà possible per un breu període abans del màxim acostament. Els astrònoms aficionats podran observar-ho amb telescopis d'Austràlia, el sud d'Àfrica i les Amèriques.
Emily Baldwin, de la revista Astronomy Now, és citada dient que no hi ha perill de col·lisió i, que si l'asteroide entra en l'atmosfera de la Terra "la major part es cremaria consumint-se en una bola de foc i possiblement es dispersaria en uns pocs meteorits", sense causar dany probable a la vida o béns de la Terra.